# 福里耶
福里耶（法語：Faurilles，法語發音：[foʁij]）是法国多尔多涅省的一个市镇，属于贝尔热拉克区。

## 地理
福里耶（44°42'12"N, 0°41'40"E）面积4.3 平方千米，位于法国新阿基坦大区多爾多涅省，该省份为法国西南部内陆省份，是法國本土面积第三大的省，大致对应佩里戈尔地区，北起顺时针与夏朗德省、上维埃纳省、科雷兹省、洛特省、洛特-加龙省、吉倫特省和滨海夏朗德省接壤。
与福里耶接壤的市镇（或旧市镇、城区）包括：圣莱昂迪西雅克、布瓦斯、佩里戈尔地区博蒙图瓦、圣拉德贡德、圣萨比娜-博恩。

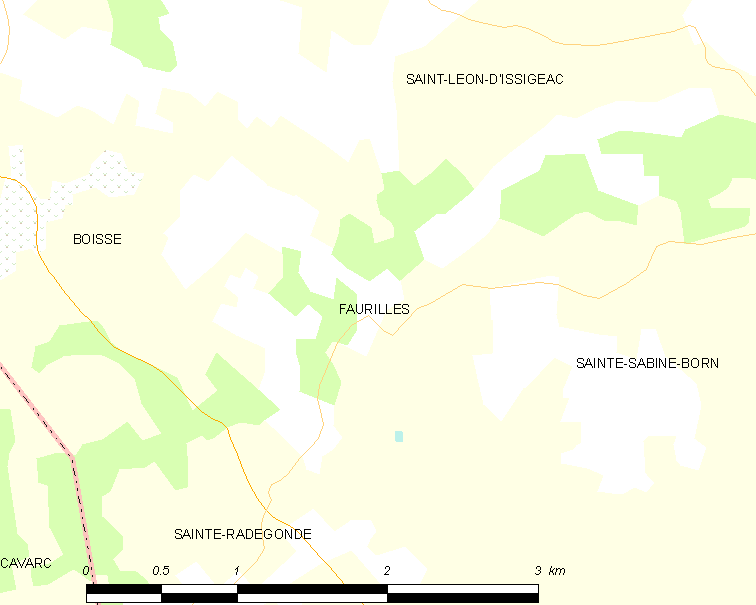
福里耶的OSM定位图

福里耶的时区为UTC+01:00、UTC+02:00（夏令时）。

## 行政
福里耶的邮政编码为24560，INSEE市镇编码为24176。

## 政治
福里耶所属的省级选区为南贝尔热拉库瓦县。

## 人口

1962-2008年间福里耶人口变化图示

福里耶于2022年1月1日时的人口数量为36人。